# Neopachystola erinaceus
Neopachystola erinaceus är en skalbaggsart som först beskrevs av Jordan 1894.  Neopachystola erinaceus ingår i släktet Neopachystola och familjen långhorningar.
Artens utbredningsområde är:
- Kenya.
- Malawi.
- Zimbabwe.

Utöver nominatformen finns också underarten N. e. griseotincta.